# Scaptesyle subtricolor
Scaptesyle subtricolor là một loài bướm đêm thuộc phân họ Arctiinae, họ Erebidae.